# Hr.Ms. IJsselmonde (1943)
De Hr.Ms. IJsselmonde (FY 1026, MV 20, M825) ex HMS MMS 1026 was een Nederlandse mijnenveger van het type MMS 126, vernoemd naar het Zuid-Hollandse eiland IJsselmonde, gebouwd door de Britse scheepswerf Messr. J.S. Doig uit Grimsby. Hetzelfde jaar dat het schip werd gebouwd werd het in dienst genomen bij de Nederlandse marine. Tijdens de Tweede Wereldoorlog voerde het schip mijnenveegoperaties uit in Britse wateren.
Na de Tweede Wereldoorlog heeft het schip kortstondig dienstgedaan in de Nederlandse kustwateren, omdat het schip samen met de andere Nederlandse mijnenvegers van het Type MMS 126 op 3 oktober 1945 in konvooi naar Nederlands-Indië is vertrokken. Na ongeveer zes en een half jaar mijnenveegoperaties te hebben uitgevoerd in Nederlands-Indië werd het schip op 23 februari 1952 uit dienst gesteld en overgedragen aan de Indonesische marine.